# Нефертари Меренмут
Нефертари Меренмут (егип. Nfrt jrj mrjt n Mwt, Нефертари означает «Прекраснейшая спутница», Меренмут — «Возлюбленная [богини] Мут») — первая супруга Рамсеса II, считавшаяся главной царицей уже на первом году самостоятельного правления фараона.

## Биография

### Семья

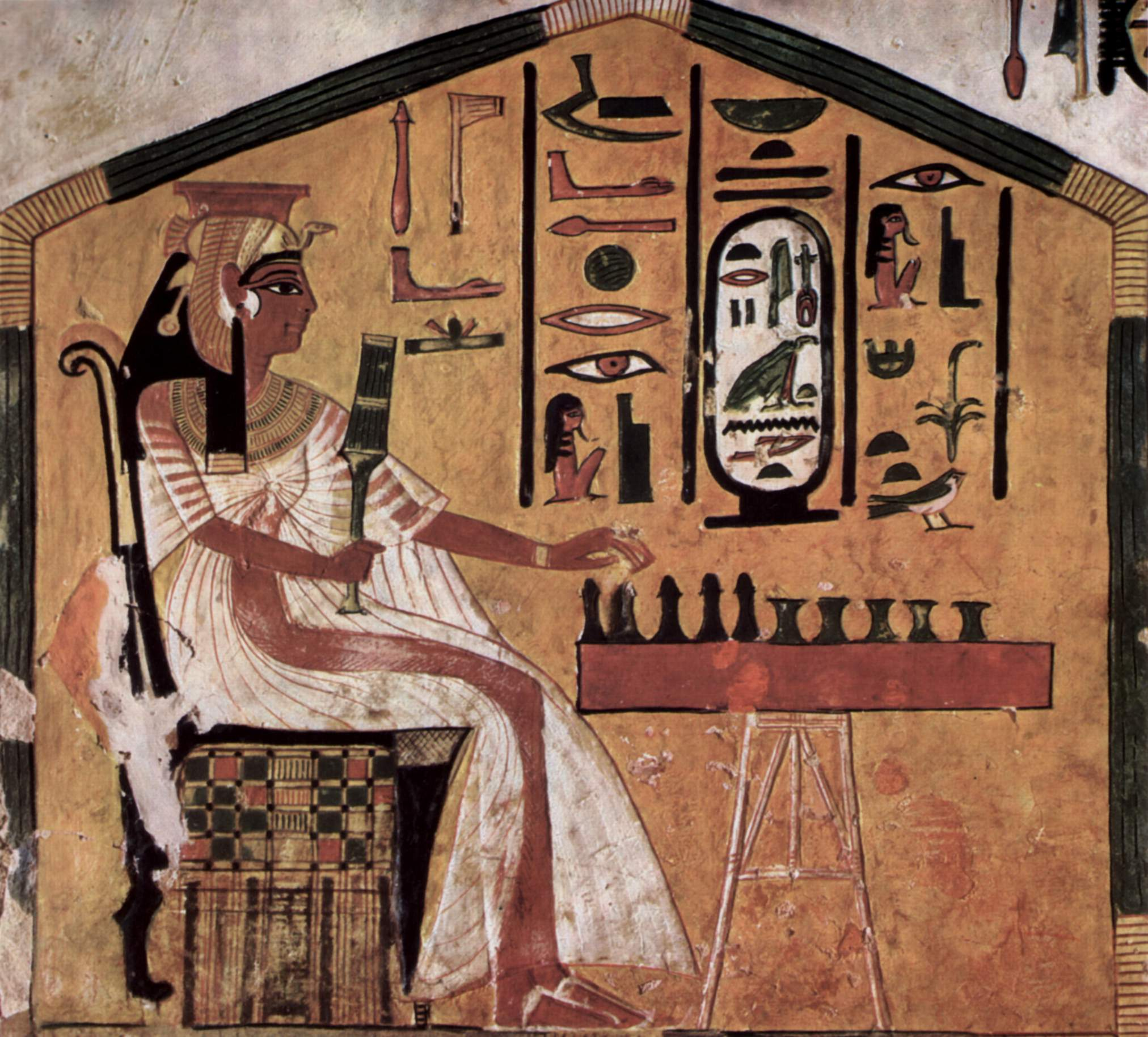
Изображение из гробницы QV66: Нефертари играет в сенет, ок. 1298—1235 годы до н. э.

О происхождении царицы практически ничего не известно. Она никогда не носила титул «Дочь фараона», но называется «знатной дамой» или «наследственной знатностью», то есть очень знатной дамой, по рождению принадлежавшей к одной из придворных семей. Родители Нефертари происходили из Фив, а богиня Мут (чьё имя в составе имени царицы Меренмут) почиталась в Фивах наряду с Амоном и их сыном Хонсу (фиванская триада). Имя Нефертари, а также головной убор (стервятник с двумя высокими перьями — шути) царица могла получить при дворе в честь почитаемой египетской царицы XVIII династии Яхмос-Нефертари.
Брак Рамсеса с представительницей фиванской знати был политически оправдан, поскольку род Рамсеса происходил из Дельты и не имел родственных связей с египетской аристократией. Влияние предков Рамсеса выросло за счёт военных успехов при фараоне Хоремхебе, который не оставил наследников и завещал трон своему сподвижнику Парамесу.
Судя по картушу фараона Эйе на ручке из голубого фаянса из её гробницы, она могла принадлежать к его семье. Этот факт, видимо, скрывался, так как родственная связь с ближайшим окружением фараона-реформатора Эхнатона могла бы скомпрометировать царицу.
Наличие данного предмета в гробнице царицы, однако, не является прямым указанием на её связь с XVIII династией, поскольку ручка от коробки или ящика могла оказаться среди её личных предметов, составляя часть утвари одной из царских резиденций.
Нефертари стала женой Рамсеса до его коронации. Дети фараона от Нефертари и его второй жены Иситнофрет упоминаются смешанно, отчего доподлинно установить родственные связи с матерями не просто. Детьми Нефертари считаются: сыновья Амонхирвенемеф (скончался в детстве) Амонхерхопшеф, Парахерунемеф, Сети, Мерира и Мериатум; дочери Меритамон, Хенуттави, а также, возможно, Бакетмут, Нефертари и Небеттави.
Сыновья Рамсеса и Нефертари не пережили отца и не взошли на престол.

### Царица
Нефертари носила несколько титулов:

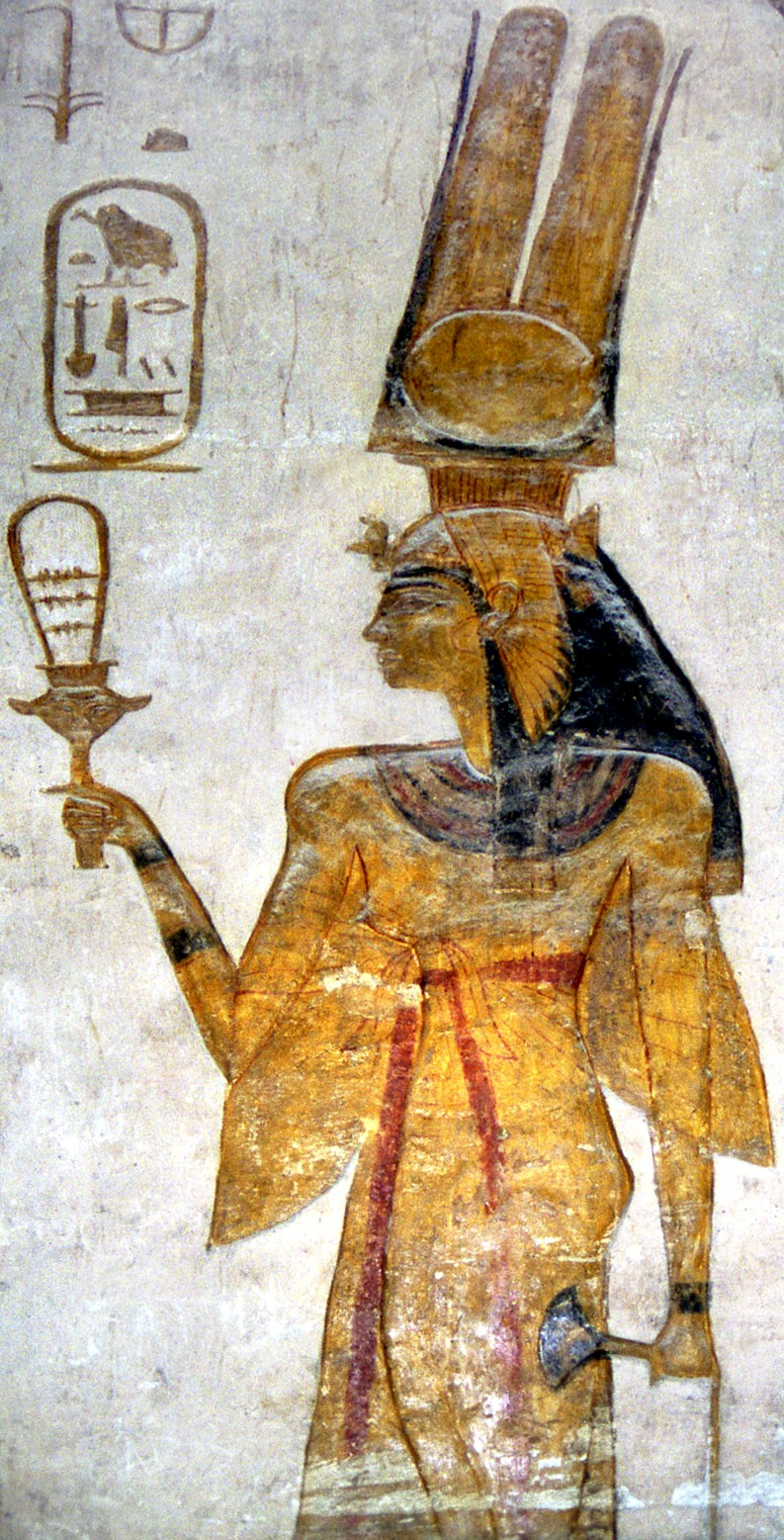
Нефертари с систром из посвящённого ей храма в Абу-Симбеле

- Та, которой принадлежит красота (возможно, Naptera, согласно Богаскёйскому архиву);
- Великая супруга фараона (Hm.t-nsw-wr.t);
- Возлюбленная великого царя (hmt-niswt-wrt meryt.f);
- Мать фараона (означает, что Нефертари была матерью наследника престола);
- Жена божественного (Hm.t-nTr);
- Знатная дама, госпожа (r.t-pa.t);
- Жена Сильного Быка (hmt-k3-nxt);
- Владычица всех Земель (hnwt- t3w-nbw);
- Владычица двух Земель (Nb.t-tAwy);
- Госпожа Нижнего и Верхнего Египта (Hnw.t-Shm'w-mhw);
- Умиротворяющая богов;
- Леди Благодати (nbt-im3t);
- Для кого сияет солнце (записано на фасаде малого храма Абу-Симбел)[9];
- Сладость любви (bnrt-mrwt)
- Великая среди благоволимых (wrt-hzwt);
- Отрадная с двойными перьями (на сидящей статуе Рамсеса II из Туринского египетского музея).

После заключения мирного договора между Египтом и хеттским царством в 1269 году до н. э. (21-й год правления Рамсеса II) между царицами двух государств завязалась переписка.
Нефертари вела дружескую переписку и посылала подарки хеттской царице Пудухепе:

Великая царица Наптера (Нефертари) из египетской земли молвит: «Скажи моей сестре Пудухепе, великой царице хеттской земли. Я, твоя сестра, (также) здравствую!! Да, будет в твоей стране всё хорошо. Теперь, я узнала, что ты, моя сестра, написала мне, спрашивая о моём здоровье. Ты написала во имя дружбы и братских уз между твоим братом, царём египетским, великий бог бури принесёт мир и продлит навечно братские отношения между фараоном, великим царём, и его братом — царём Хатти, великим царём… Посмотри, я послала тебе подарок в знак приветствия, моя сестра… для шеи (ожерелье) из чистого золота, которое составлено из 12 полос и весит 88 шекелей, цветные ткани из материала maklalu на пошив одного платья для царя… В общей сложности 12 льняных отрезов».

На празднике в приблизительно 1255 году до н. э. (между 24 и 26 годами царствования Рамсеса II) в честь завершения строительства двух храмов старшая дочь царевна Меритамон заменила уже болеющую мать царицу Нефертари, которая скончалась в том же году. После её смерти Меритамон получила титул «главная жена».

## Памятники

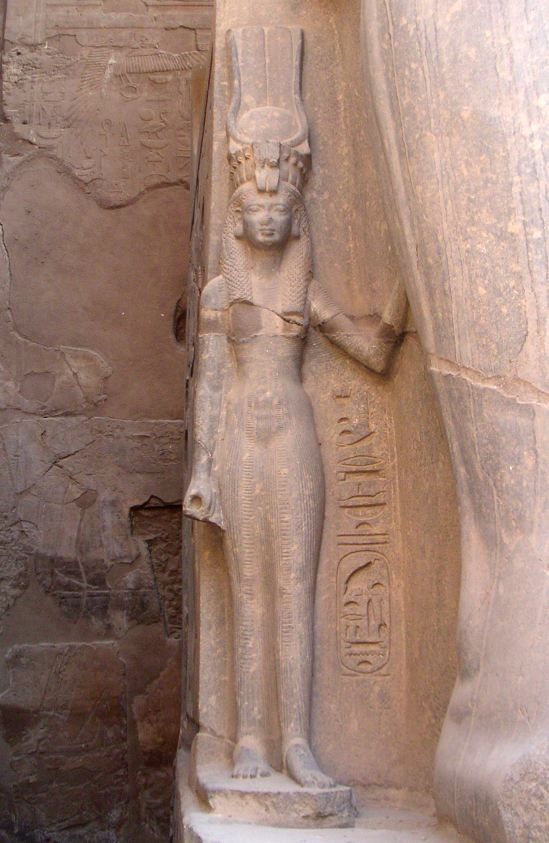
Скульптура Нефертари у ног колосса Рамсеса II в Луксоре

Сохранилось большое количество памятников, связанных с царицей Нефертари:
- Она предстает рядом с фараоном на обратной стороне пилона в Луксоре рядом с надписью, датированной третьим годом правления Рамсеса; царица бессменно изображалась рядом с колоссами супруга до тех пор, пока в этом качестве её не сменили принцессы, после её смерти ставшие царицами — Бент-Анат и Меритамон.
- Великолепная по отделке, но очень сильно повреждённая статуя Нефертари хранится в Брюсселе.
- Она показана стоящей рядом со знаменитым скульптурным изображением Рамсеса из Туринского музея.
- Предположительно Нефертари изображает и знаменитая статуя «неизвестной» царицы из Берлинского музея.
- Храм Ибшек был посвящён Нефертари в Абу-Симбеле в Нубии, к северу от святилища самого Рамсеса II. Фасад святилища украшен с обеих сторон от входа парными колоссальными фигурами Рамсеса, между которых стоят колоссы самой Нефертари в образе богини Хатхор. Во внутренних помещениях святилища царице посвящено столько же внимания, сколько и её супругу. Подобной чести египетская царица удостаивалась лишь однажды: фараон XVIII династии Аменхотеп III воздвиг для своей супруги Тии храм в Седеинге, где она почиталась, подобно Нефертари, как богиня Хатхор. Надпись на храме гласит[1]:

«Рамсес, он воздвиг храм, высеченный в горе на вечно, ради Великой супруги царской Нефертари, Возлюбленной Мут, в Нубии, в вечности и бесконечности… для Нефертари, удоволившей богов, той, ради которой светит солнце».

## Гробница Нефертари

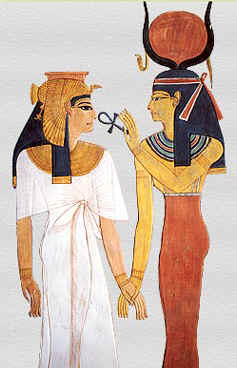
Хатхор вручает царице Нефертари Анх, символ вечной жизни. Сцена из гробницы Нефертари

В 1904 году Эрнесто Скиапарелли совершил своё величайшее открытие, обнаружив в 1904 году гробницу Нефертари QV66, высеченную в скалах Долины цариц и являющуюся самым красивым памятником этого некрополя. Её расписанные рельефы, занимающие площадь 520 м2, по праву считаются одними из лучших произведений искусства всей эпохи Нового царства. Росписи гробницы иллюстрируют некоторые главы Книги Мёртвых и показывают путь царицы, ведомой богами в загробное царство на суд Осириса. Усыпальницу ограбили ещё в древности. Сохранившиеся разбитая крышка гранитного саркофага, тростниковые сандалии, фрагмент золотого браслета и несколько амулетов хранятся в настоящее время в собрании Египетского музея в Турине.
Покрытые неувядающими красками рельефы гробницы иллюстрируют некоторые главы книги «Речений Выхода в День» («Книги Мёртвых») и показывают путь царицы, ведомой богами в загробное царство на суд Осириса.
Богини произносят магические заклинания и изречения для защиты царицы:

«Сказано Селкет, Госпожой Небес, Повелительницей всех богов. Я иду перед тобой, о (…) Нефертари (…) , Правогласная перед Осирисом, пребывающим в Абидосе; я даровала тебе пребывание в земле священной (Та-Джесерт), чтобы ты могла появиться победоносно в небесах подобно Ра».

В гробнице от мумии царицы сохранились лишь мумифицированные ноги.
В фиванской гробнице TT271 Лабиб Хабаши обнаружил фрагменты крышек саркофагов Меритамон и Нефертари, крупнейшая из которых ныне хранится в Египетском музее Берлина (№ 15274), другая — в Египетский музее Турина (Италия).

### Реставрация
Плохое качество известняка, в котором вырублена гробница, а также солёные почвенные воды привели к тому, что к 1970-м годам росписи находились под угрозой исчезновения. Специальный реставрационный проект «Нефертари» Египетской Службы древностей и Института Консервации Поля Гетти (GCI), осуществлённый с 1986 по 1992 годы, стал одной из важнейших работ XX века по сохранению наследия древности (20 % рисунков к тому моменту безвозвратно пропали). Уникальные методы реставрации позволили вновь открыть гробницу для посетителей в ноябре 1995 года.

## Образ в культуре
- 1997 — пенталогия «Рамзес» Кристиана Жака.
- История Рамсеса II и его жены Нефертари Меренмут на фоне раскопок в её гробнице лежит в основе сюжета компьютерной игры Нэнси Дрю «Усыпальница пропавшей королевы».

### Кинематограф
- 1923 — в фильме Сесиля Б. Демилля «Десять Заповедей» роль Нефертари исполнила Джулия Фэй, хотя в титрах она упомянута лишь как «жена фараона».
- 1956 — в переделанном самим же Демиллем одноимённом фильме роль досталась Энн Бакстер.
- 2014 — в фильме «Исход: Цари и боги» роль Нефертари исполнила Гольшифте Фарахани.
- 2015/16 — в бразильской библейской теленовелле «Десять заповедей» (порт. Os Dez Mandamentos) роль Нефертари исполнила Камила Родригез.

#### Образ в художественных произведениях
- Фантастическое произведение Китая «Песнь песка и моря: наложница фараона», где Нефертари является прототипом главной героини, на что указывает её имя и частично история.